# Théorème d'Okishio
Le théorème d'Okishio est un résultat de théorie économique formulé par l'économiste japonais Nobuo Okishio en 1961, qui a joué un rôle important dans les débats sur la théorie de la valeur de Marx. Pour le dire en des termes intuitifs, ce théorème affirme que si un capitaliste augmente ses profits en introduisant une nouvelle technique qui réduit ses coûts, le taux de profit général dans la société (pour l'ensemble des capitalistes) augmente. En 1961, Okishio établit ce théorème dans l'hypothèse que le salaire réel reste constant. De ce fait, le théorème isole les effets de l'innovation pures de changements conséquents sur le salaire.
Pour cette raison, le théorème proposé pour la première fois en 1961, contredit, selon Okishio, la loi de Marx sur la baisse tendancielle du taux de profit. Marx avait ainsi affirmé que le nouveau taux général de profit, après qu'une technique nouvelle se serait répandue à travers la branche où elle aurait été introduite, serait plus bas qu'auparavant. Dans des termes modernes, les capitalistes se retrouveraient dans un piège de la rationalité ou un dilemme du prisonnier: ce qui est rationnel du point de vue d'un seul capitaliste, deviendrait par conséquent irrationnel pour le système en son entier, pour le collectif de tous les capitalistes. Ce résultat fut largement incompris, par Marx lui-même inclus, en établissant que le capitalisme contenait des limites inhérentes à son propre succès. Le théorème d'Okishio fut alors reçu dans l'Ouest comme établissant que la preuve de Marx de ce résultat fondamental était incohérente.
Plus précisément, le théorème affirme que le taux général de profit dans l'économie en son entier sera plus élevé si une nouvelle technique de production est introduite qui, aux prix prévalents au moment de l'introduction du changement, réduit le coût de production à l'unité dans une industrie par rapport au coût de production à l'unité avant le changement.
La preuve du théorème peut être plus facilement comprise comme une application du théorème de Perron-Frobenius.
Ce dernier théorème provient d'une branche de l'algèbre linéaire connue comme la théorie des matrices à coefficients positifs. Un texte source de sa théorie basique est Eugene Seneta (1973). La conclusion du théorème d'Okishio, et la controverse qui l'entoure, peut cependant être comprise intuitivement sans référence ou connaissances approfondies du théorème de Perron-Frobenius ou la théorie générale des matrices à coefficients positifs.
Il est souvent relié au théorème marxien fondamental.

## Sources
- Nobuo Okishio, « Technical Change and the Rate of Profit », Kobe University Economic Review, 7, 1961, pp. 85–99.